# فرانز كلاين (قاضي)
فرانز كلاين (بالألمانية: Franz Klein)‏ (و. 1929 – 2004 م) هو قاضي، وقانوني، وأستاذ جامعي ألماني، ولد في زيغن، توفي في ميونخ، عن عمر يناهز 75 عاماً.

## جوائز
حصل على جوائز منها:
- وسام الصليب الأكبر من رتبة استحقاق من جمهورية ألمانيا الاتحادية
- وسام الاستحقاق البافاري

## روابط خارجية
- فرانز كلاين على موقع مونزينجر (الألمانية)